# Hamataliwa tricuspidata
Hamataliwa tricuspidata là một loài nhện trong họ Oxyopidae.
Loài này thuộc chi Hamataliwa. Hamataliwa tricuspidata được Frederick Octavius Pickard-Cambridge miêu tả năm 1902.